# (7420) Buffon
(7420) Buffon  es un asteroide perteneciente al cinturón de asteroides, descubierto el 4 de septiembre de 1991 por Eric Walter Elst desde el Observatorio de La Silla, en Chile.

## Designación y nombre
Buffon se designó inicialmente como 1991 RP11.
Más adelante fue nombrado en honor al naturalista francés Georges-Louis Leclerc de Buffon (1707-1788).

## Características orbitales
Buffon orbita a una distancia media del Sol de 2,4389 ua, pudiendo acercarse hasta 2,0680 ua y alejarse hasta 2,8097 ua. Tiene una excentricidad de 0,1520 y una inclinación orbital de 1,4139° grados. Emplea en completar una órbita alrededor del Sol 1391 días.

## Características físicas
Su magnitud absoluta es 14,7. Tiene 6,268 km de diámetro. Su albedo se estima en 0,063.